# Ariosoma balearicum
Ariosoma balearicum (Delaroche, 1809), conosciuto come grongo delle Baleari, è una specie di pesce anguilliforme della famiglia Congridae.

## Habitat e distribuzione
Nonostante il nome derivi dall'area delle isole Baleari, questa specie di grongo è reperibile nell'Oceano Atlantico orientale, dal sud del Portogallo fino all'Angola, nel Mar Mediterraneo, nell'Oceano Atlantico occidentale dalla Carolina del Nord fino al Golfo del Messico, nell'Oceano Indiano occidentale e nel Mar Rosso, su fondali mobili, tipicamente sabbiosi, fino a oltre 700 metri di profondità.

## Descrizione
Corpo di forma allungata, tipica degli anguilliformi, di colore grigio-bruno, bocca piccola. Pinne pelviche assenti, pinna dorsale lungo tutto il corpo che inizia in corrispondenza delle pinne pettorali. Pinna dorsale e pinna anale con bordature nere. Fino a 50 centimetri.

## Comportamento
È una specie tipicamente notturna, spesso reperibile infossata nella sabbia.

## Alimentazione
Si nutre di altri pesci e di crostacei.